# Typhlops hypomethes
Typhlops hypomethes là một loài rắn trong họ Typhlopidae. Loài này được Hedges miêu tả khoa học đầu tiên năm 1991.